# ایمای-کارمالی
ایمای-کارمالی (انگلیسی: Imay-Karmaly) یک شهرک در شهرستان داولکانوفسکی در استان باشقیرستان کشور روسیه است.